# 濃人渉
濃人 渉（のうにん わたる、1915年3月22日 - 1990年10月10日）は、広島県広島市出身のプロ野球選手（内野手）・監督。名古屋金鯱軍契約第1号選手。1961年5月4日〜1962年に「濃人 貴実（のうにん よしみ）」と一時改名。

## 来歴・人物

### 生い立ち
両親はハワイ・カウアイ島に暮らしていたが、母親が姉2人を連れて広島に残した姑を世話するため帰国。このとき母親は妊娠中で渉は広島で生まれた。船で太平洋を渡って帰ったから、名前が渉という。ところが、渉の誕生を知った父親がハワイで出生届を出したため、日本生まれでアメリカ国籍を併せもつという本来ありえない二国籍者となった。父親はカウアイ島ワイメアで雑貨商と電気工事会社を経営、1925年創立のカウアイ（加哇）日本人野球リーグ生みの親となった。中学卒業まで母親と広島で育つ。

### 現役時代
1932年旧制広陵中（現・広陵高校）で春選抜に出場、名遊撃手として鳴らすが、チームは明石中の名投手・楠本保に先発全員三振を喫し完封負け初戦敗退。なお楠本はこの試合を含め合計3度の先発全員三振奪取を記録している。夏選手権は広島予選決勝で藤村富美男の大正中（のち呉港中、現・呉港高校）に敗れた。
1933年卒業後、父親に呼ばれ無理にハワイへ行くが「ハワイは暑くて嫌い」と日本に戻り、広陵中出身の先輩が多い明治大学への進学を準備中、やはり広陵野球部の先輩から引っ張られ広島専売局（現・JT広島支局）へ入社。広島専売はバレーボールの強豪（現JTサンダーズ広島）で知られるが、当時は野球も強く濃人以外にも数人のプロ野球選手を輩出した他、1932年に来日した米ニグロリーグのロイヤル・ジャイアンツ相手に、日本の単独チームとして初めてアメリカのプロ野球チームに黒星をつけたことで、日米野球史にその名を残している。
1935年、名古屋新聞社が野球会社設立の準備を始めると同年5月頃、岩本義行を介して岡田源三郎から誘われ、11月1日監督に決定した岡田に続き、契約第1号選手としてチーム創設に参加。背番号8。この会社が翌1936年1月にチーム編成を完了する名古屋金鯱軍で、その母体となる≪株式会社・名古屋野球クラブ≫の設立が同年2月28日となる。同年2月9日鳴海球場、巨人との日本初のプロ球団同士の試合（現在のプロ野球組織に属する球団同士の初試合）にも8番ショートとして先発出場。強肩の名ショートとして活躍。プレイングマネージャーで中堅手だった島秀之助が肩を痛めたため、島の近くまで行ってトスを獲り、バックホームしてランナーを刺した。濃人の鼻っ柱を語るエピソードとして、金鯱軍のショートを守っていたときのセカンドは5歳年上の名人・苅田久徳だったが、あるとき併殺が上手くいかず、「どうもセカンドの呼吸が合わんな」と言ったという話がある。
1937年シーズン途中の7月に召集され、中国戦線に参加。1938年秋、広東の虎門要塞攻略戦に加わり、決死隊7人中、左半身に砲弾の破片を浴びながらただ一人生き残る。
1940年帰還し金鯱に復帰。同年石本秀一が監督に迎えられ師弟関係となる。この頃国籍の二者択一を迫られ日本を選ぶ。チームは翼軍に吸収合併され、大洋軍・西鉄軍と変わるがそのまま在籍し、戦時下の1943年までプレー。1942年5月24日対・名古屋戦、トップリーグにおける世界最長試合・延長28回のショート・2番打者としてフル出場、9打数1安打、4失策。1943年の西鉄軍の解散で、広島へ帰郷し開戦前に帰国していた父の経営する製材所を手伝う。製材所は広島市皆実町二丁目（現南区）にあり、1945年8月6日、広島への原爆投下により、爆心地から約2.5キロの同所材木置き場で被爆。材木の下敷きになったが、落ちてきたトタン屋根の下に入り、奇跡的に無傷だったといわれる。ちなみに、プロ野球界で直接の被爆により被爆者健康手帳を持っている（持っていた）のは、張本勲と濃人のみとされている（直接被爆者自体は他にも、1954年に広島カープへ入団した原田高史と1965年に国鉄スワローズへ入団した福富邦夫がおり、原爆投下後に被爆地に入った「入市被爆者」では岩本義行が交付を受けている）。広島での原爆体験はあまり語らず、医療費などが無料となる被爆者健康手帳も「他に困っている人がたくさんいる」と懐へ忍ばせたまま使わなかったという。
戦後は1946年、広島の社会人野球チーム・鯉城園の選手として第17回都市対抗野球大会出場。職業野球経験者をずらりと揃えながら、初戦で優勝した大日本土木に惨敗した。この後、阪急ブレーブスの村上実代表に誘われるが父親の製材所を継ぐために断る。しかし今度は広陵の後輩・倉本信護（濃人より年長者）と田部輝男らがしつこく誘うため、門前眞佐人らと国民野球に参加した。農業をしていた石本秀一を監督として口説きグリーンバーグ・結城ブレーブス（茨城県結城市）でプレー。主将・トップバッターとしてチームを牽引、また資金難から地方巡業から帰ると焼け跡の東京を歩きまわり金策にも奔走した。国民リーグで一番のスター選手だった濃人は巨人から勧誘された。巨人球団代表市岡忠男の使い鈴木龍二（のちセ・リーグ会長）から「巨人が君を欲しがっている。千葉茂とコンビを組んだらもっとスターになれるよ」と言われたが、石本に相談すると一喝された。国民リーグは多くの問題を抱え1年で消滅。
1948年に金星スターズに石本監督と共に復帰。選手過剰のため、2軍の金星リトル・スターズに在籍し同年現役引退。

### 野球指導者として
1949年、国民リーグで一緒だった真野春美が在籍していた日鉄二瀬（福岡県嘉穂郡、日鉄鉱業二瀬鉱業所）野球部に引っ張られ同チームの監督に就き、厳しい指導で無名選手を鍛え上げ強豪チームにする。日鉄二瀬では炭鉱寮の舎監などをやり、炭鉱は重労働で出勤率が悪かったが、濃人が舎監になると常に90％の出勤率を記録し統率力が評価された。1951年第22回都市対抗野球大会のチーム初出場、翌第23回大会は選手兼任監督1番遊撃手としてチームを牽引、準優勝に導く。1954年から監督専任。江藤慎一、古葉竹識、寺田陽介、吉田勝豊らを育て「濃人学校」と呼ばれ教祖的な人気を得て九州の野球のレベルアップにも貢献。第29回大会（1958年）で再び準優勝に導くなど11年指揮をとった。スポーツジャーナリスト・越智正典は1954年のサン大会（現在のスポニチ大会）で逞しく鍛えられた日鉄二瀬の魅力につかまり、何度も筑豊に足を運んだと話している。1959年退任（石炭不況が原因で1962年秋チーム解散）。古葉竹識は「濃人から教わったことが、自身の野球人生の礎で全てだと思う」と話している。広島の監督時代にベンチの端から顔を半分出して試合を見る姿が有名になったが、あれは濃人のマネだという。一番弟子・江藤慎一は「そりゃ練習はキツかった。地獄といっては叱られるけど。オヤジは水原みたいにキザじゃないから、外見からは理解できないでしょうが、オヤジほどデータに基づいて野球をやる人はいないんじゃないか。近代野球のナントカといわれる監督サンに限ってカンの野球をやってるもんです。オヤジは逆にヌーボーとしながら、常にデータを追求してるんですよ」と、日鉄二瀬鉱業所長で野球部長も務めた堀五十二は「濃人さんに監督が変わったとたん、地元でも負けてばかりいたチームがたちまち都市対抗優勝戦まで進みました。プロを夢見る野球少年たちが、濃人さんの訓練を受けるためにわざわざ安い給料のウチに入って来たくらいですから」などと述べている。原爆症問題が一時期新聞に大きく報道されると練習が終わったグラウンドで、一人ボタ山を真っ赤に染めて沈む太陽を黙然と眺め、迫りくるであろう死との対決におののいていたといわれる。1970年にロッテ監督としてパリーグ優勝を目前にした『週刊文春』の取材に「いつ、発病するか分からない。発病したら、まず助からない。そういう宿命をあのピカッとした瞬間に負わされた。それ以後の自分の人生を慈しむような気持で生きて来た。時限爆弾を体内に抱えてるわけだし、いつ爆発するか分からないんだから、瞬間、瞬間を大切に生きないと後悔することになる。体が痛み出しても、夜中に発病する夢を見ても、それをぶつける相手はいない。自分一人で耐えるより仕方ない。これが本当の忍耐だと思う。だから私が監督業よりもコーチ業が好きなのは被爆のせいと思うことがあります。生きてる間に一人でも多くの若いやつに、自分も持てる技術を伝えていきたい。この欲が私を支えてきました。いつこの世におさらばしなけりゃならないか分からない。その恐怖を忘れ去るために、人よりいっそう野球に打ち込むことになったのかもしれない」などと述べていた。
1960年、金鯱時代の知り合いで当時、中日の代表だった平岩治郎に誘われ、同チームの二軍監督としてプロ球界復帰。翌1961年一軍監督に就任。日本のプロ野球監督では珍しく背番号1を着けた。「天知カラー」の一掃を図り、井上登、吉沢岳男、森徹、伊奈努、大矢根博臣、岡嶋博治ら、生え抜きトレードを敢行しチームを改革。これにより中日は1949年から固められた天知俊一体制から完全に決別したが、反面、子飼いの江藤慎一や権藤博を優遇したことから、チームは長年にわたる内紛体質を抱え込むことになる。
師匠・石本秀一をヘッドコーチに招き、「天知-杉下ライン」に代わる「石本-濃人ライン」を敷いて、与那嶺要らを入団させ、新人・権藤の大車輪の活躍で巨人より1勝多い72勝をしたにもかかわらず、引き分けの差で2位に甘んじる、4月20日に日本生命で活躍していた内野手の柳川福三を獲得し、柳川事件を起こして、プロとアマの断絶を招いた。この時代では斬新だったカラフルユニフォームへの変更は話題を呼び、翌年も3位と健闘したが、親会社（中日新聞社）の「六大学出身の監督が欲しい」という理由で解任され、球団技術顧問という閑職へ追いやられる。
解任の背景には、中日新聞社が中日の前身・名古屋軍の親会社だった新愛知と、名古屋金鯱の親会社だった名古屋新聞の合併会社であり、両社の出身者が持ち回りで球団オーナー・社長・代表のいずれかを務める取り決めから、球団社長もしくは代表が1962年までは名古屋新聞系で、翌1963年からは新愛知系の人物が就任する事が決まっていた（この時点でのオーナーは名古屋新聞系の与良ヱが続投）、という事情があった。それに加えて、自身のノンプロから、江藤など子飼いの選手を入団させた一方、生え抜きの選手を多く放出した事から、地元名古屋で総スカンを食らっていた。ただ、森らを放出したことで選手の新旧交代が進み、高木守道は濃人が監督の時にレギュラーになった。また、投手起用に関しては完全に旧世代の感覚しか持たず、大矢根放出の穴を埋めるためとはいえ権藤を酷使し、その選手生命を縮めさせた監督としても知られる。
濃人の後任として監督に就任したのは、中日OBで地元出身、さらにフロントの希望していた六大学のひとつ・明治大学出身の杉浦清（1度監督経験があるので、厳密には復帰）だった。そして、ドラゴンズブルーのユニフォームがはじめて登場する事になったのも、1963年の事である。
メジャーリーグ視察後の1963年秋、東京オリオンズからヘッドコーチに招かれる。1967年、成績不振で解任された戸倉勝城監督に代わり永田雅一オーナーに請われ、8月途中から監督昇格。同年のドラフト会議で、植村義信投手コーチの進言で村田兆治を1位指名。1969年、近藤貞雄を再び投手コーチに招聘、有藤通世をルーキー年から三塁手のレギュラーに抜擢。「ミサイル打線」復活を目指し、与那嶺を再び打撃コーチとして招き、球団名がロッテに変わった2年目の1970年、投の成田文男、木樽正明、小山正明、打の江藤慎一（6月加入）、アルトマン、榎本喜八、山崎裕之、有藤らを率いてパ・リーグ独走優勝。しかし日本シリーズは巨人に1勝4敗で敗れた。飯島秀雄在籍時の監督でもあった。
当時のプロ野球オーナーは今日では考えられないほど横柄で、ロッテが優勝街道驀進中のこの年夏、永田雅一オーナーは『週刊文春』の取材に対して「ワシはオーナーであると同時に芸術家ですからな。芸術家というもんは常に最高のモノを求めるクセがある。この点からいくつか注文をつけさせてもらう。第一に、ロッテの勝ちっぷりはノージンと力じゃなく、これは選手の力だ。一試合を100としたらノージンの意図が反映しているのは20ぐらいだ。これが鶴岡、三原だったら少なくとも40ぐらいが監督の力が作用する筈だ。"昼行灯"などと言われるのも、けだし当然だよ。第二に、試合にリズムがないねェ。野球のゲームをワシは映画的に観るんだが、ノージン野球にはクライマックスがないんだョ。ダラダラと流れて、いつのまにか勝ってる。あれだけの打線を持っていながら小山の好投で逃げたとしか印象に残らないのは残念じゃないか。第三に、指導力に不足だね。タイミングが悪いよ。野球選手なんて単純なヤツが多いから、その場で叱り、その時にホメてやることが大事なんだよ。第四に勝ってもゼニ（興行収入）にならんようじゃ困る。負け続けてもゼニになるのが、ホントの名監督だ」などと述べていたが、濃人の方から永田オーナーに「今のロッテには鶴岡さんが必要です。何とかして鶴岡さんを招いて下さい。私は喜んで二軍監督になります」と進言され、これには永田も感心し、それまで「コレ、濃人」と呼んでいたが、「コレ、監督」に呼び名が昇格した。永田は帝国ホテルに個室を持ち、球団人事で武田和義代表や濃人を呼びつけるが、この部屋は女性と会うときにも使い、濃人はオーナーのそっちの用が済むまで何時間でもロビーで忠実に待つ忍従の人。永田は嫌がる濃人をムリヤリ監督に据えたという事情もあり、実はチーム作りに永田に一番ゼニを使わせたのは濃人だった。濃人に監督の座を追われた戸倉勝城からは「能人ではなく無能人」と斬り捨てられ、『週刊文春』に連載を持っていた後藤修からは「人間じゃない顔。穴熊」と、選手の一部から"ゴキブリ"とあだ名を付けられるが、山下重定は「十二球団中、"ゴキ"なんてあだ名を付けられているのは彼だけですが、僕はここに勝因があると思います。彼は川上なんかと違って、ステテコ一枚で四畳半に引っくり返ってる裏町のオヤジですよ。『オレはできなかったが、お前たち息子は大学へ行ってくれ』と念じている。息子たちはね『オヤジ、ダメだなァ』と馬鹿にしながら、自分で思い思いに育っていった。だから個性が強くて、波に乗るとスゴイ破壊力を発揮するわけです」などと、毒舌で鳴らす千葉茂は「濃人は今や大石内蔵助ですなァ。アホか、かしこいのか分からんけどさ、大石のおとぼけみたいなもんを感じるときがありますワ。ホントに頭のいい人間は、ああいうふうにボーッとしてるもんですわね」などと、敵将・阪急監督、西本幸雄からは「昨年までは采配も消極的で、何であんな女みたいな手をやるんだろうと思ったことがしばしばだったが、今年はまるっきり違って、大胆で積極的。完全にチームを把握したな、と感じています。昨年とほぼ同じメンバーで、昨年とは比較にならない好成績ですから、監督の力量以外考えられませんよ。（西本は永田オーナーにかつて辞表を叩きつけたことがあり）濃人さんはあの口ウルサイ永田さんによく使えてますな。濃人さんの"人"の字は"忍"じゃないか」などと評価した。
翌1971年7月13日の阪急西宮球場での対阪急戦において、日本プロ野球史最後の放棄試合（フォーフィテッドゲーム）を起こす。7回表、江藤のスイングをめぐって球審の砂川恵玄が判定を「ボール」から「ストライク」に変え、これに納得いかなかった濃人は執拗に抗議。抗議は終わらず、苛立つファンがグラウンドに雪崩込み、江藤や砂川球審に殴りかかる輩も出て、警官隊が出動する事態となり、空き缶・空き瓶、食べかけの焼きそばやお好み焼き、靴まで投げ込まれる無秩序状態となった。責任審判の田川豊一塁塁審が、濃人に提訴を条件に試合再開を頼んだが、濃人はこの提案を突っ張ねた。来場していたオーナーの中村長芳の指示もあって試合続行を拒否。後のパ・リーグ審判部長、前川芳男は「あの温厚な濃人さんが…」と事件を聞いて驚いたが、放棄試合は現場にいた中村の独断に近く、すでに濃人の意志が反映される状態になく、放棄試合が宣告され0-9で負けた。日本プロ野球では1968年に放棄・没収試合は厳禁という規制が出来ていたため、この試合以降放棄試合は起きていない。ロッテに課せられた制裁金は200万円。これにロッテの選手らが西宮球場から出る際に乗ったバスが投石などによって破損したため、その修理や弁済に約300万円。放棄試合の場合、主催球団の被った利益も補償しなければならず、入場券の売り上げ等、約1,000万円。当時の総理大臣の月給が66万円だった時代に1年分の給与を軽く上回る負担に只でさえ経営の苦しいロッテはさらに自分の首を絞めることになった。
7月24日には首位・阪急とのゲーム差が8に広がると、前年パ・リーグを制したにもかかわらず、二軍監督へ降格された。濃人に代わって一軍監督に昇格したのが二軍監督の大沢啓二だった。濃人を監督の座から追いやった中村長芳が太平洋クラブライオンズのオーナーになり、シーズン終了後、中村から「球団経営には監督を体験し、選手の力を見抜く人物が必要。濃人クンは、日鉄二瀬で選手作りの神様といわれただけあって九州での知名度もあるしピッタリ」と、濃人に太平洋クラブの球団社長就任を要請したが、これを拒否し、ロッテのスカウトに転出した。「実力不足を世渡りのうまさでカバーする野球人の多い中、球団社長をソデにしてスカウトの道を選ぶ人がいるとは…」と「男の中の男」と株を上げた。
1975年のドラフト会議では、スカウト部長として「使いものにならなかったら腹を切る」と啖呵を切って田中由郎を全体1位で強行指名。結局、田中は物にならず、約束通り濃人は1978年退団。このため田中には「人斬り」というあだ名が付いた。1977年頃から並行して広島テレビの野球解説者も務めた。退団後の1979年からは、スカウト時代から兼務していた広島テレビの野球解説者に専念、愛弟子の古葉竹識が率いるカープの戦いぶりを見守った。
1990年10月10日死去。75歳没。
帝国ホテル大阪総支配人・顧問を務めていた濃人賢二は実子。孫は濃人一仁。

## エピソード
- 二重国籍の問題については「日米戦争になる前、1939年か1940年にどちらかを選択しなければならなくなり、日本国籍だけにした」という[出典 30]。
- 濃人は1947年に参加した国民リーグに対しては当初参加を断っていた。しかしスポンサーが「ニッサン自動車」と聞き「それなら安心」と入団した。この「ニッサン自動車」は芙蓉グループの大企業である「日産自動車株式会社」ではなく「日本産業自動車」という自動車用クラクションを製造する零細工場で略称を「ニッサン自動車」と呼ぶものであった。「日本産業自動車」は「日産自動車」とはまったく無関係であり、結果として濃人は勘違いでチームに入団することになった。案の定、この会社は間も無く経営が行き詰まり石本秀一監督と濃人は金策に走った。解散だけは避けたいと新たなスポンサー探しに地方巡業から帰京するたび焼け跡の東京を歩き回った。新聞記者からの情報で、金持ちの野球愛好家がいると聞き濃人はその人物の自宅を訪ねた。人物はのち政界に転じて、三木武夫派の重鎮となる井出一太郎で、温厚な井出は濃人の申し出を快く引き受けてくれポケットマネーで5万円を包んでくれた。ところが石本も広島商業時代の教え子で、建築資材販売を経営するスポンサー、土手潔を探してきた。石本の顔をつぶす訳にもいかず、濃人は翌日石本を伴い井出邸を訪れ事情を話し5万円を返却。井出は人間が大きく嫌な顔一つしなかったという。
- 「権藤、権藤、雨、権藤」のプロ野球界の名フレーズを引き起こした権藤博の酷使については色々言われるが[出典 31]、権藤自身は当時「ノン・プロ時代から世話になっている濃人さんにこれだけ期待されているのですから、二、三年で肩がつぶれても悔いはありません。男として思いきりやるだけです」と人生意気に感ずる気持を語っていた[50][51]。大エースがファンの夢を一身に背負い、投げ続けた時代[52]。「一旗揚げようと思ったのだから、太く、短くでいいですよ」と酷使を恨む言葉は聞かれない[出典 32]。一方で、肩の痛みを訴える権藤に「たるんでるからだ!」と平然と言い放った事でも知られる[31]。この年、石本秀一とともに投手コーチだったのが近藤貞雄で、近藤は自著『野球はダンディズム'88』の中で「当時はまだ若輩で、濃人監督・石本ヘッドコーチの権藤の使い方を、疑問の目で見ながらも、確たる理論的な裏づけもないまま、口を挟むことができなかった」と話しているが[53] 近藤はこの年の反省と、後に触れた元ヤンキースのジョニー・セイン（英語版）投手コーチの理論から「投手分業制」を球界に持ち込むことになる[54]。
- 「弟子はとことん可愛がるが、感情的に相容れない選手は徹底的に嫌う、というような感情にまかせた選手起用をしたともいわれ[出典 33]、濃人や弟子の江藤愼一と合わなかった早稲田大学出身のチームの主砲・森徹を徹底的に干した挙句、放出、後に引退に追い込んだ」[出典 34]と以前記述にあったが、森の成績は濃人の就任前から落ち込んでおり、一軍監督就任前年の打率が.213と言ったように芳しくない成績であったため因果関係は薄い。なおこの確執が、柳川事件の遠因だったのでは？と森は自責の念を感じ、グローバルリーグに日本チーム「ハポン・デ・トキオ」を設立して参加するなどした[29]。近年、野球雑誌に載る森の記事の森のプロフィールには、この辺りを「諸事情あって若くして引退」と書かれる[56]。濃人自身は「九州勢とか地元勢とかいろいろ言われた。そういうことは根拠がない。だけれどもスポーツ紙はおもしろおかしく書きたがる。だから一般ファンが騒ぎ出した」と話して否定している[6]。ただ、濃人の前に中日の監督だった杉下茂は「昔のドラゴンズでいえば、濃人監督のときにはあの人の出身である九州の人間を大事に扱った。」[57] と述べ、一定の贔屓があったことは暗に肯定している。
- 板東英二の著書『プロ野球知らなきゃ損する』では、昭和36年の大トレードの内情を書き、濃人を批判している。それによれば、九州出身の選手でチームをかため身の安泰を図ったところ、干された主力選手達がそれに反発。対立は段々と深まり、ついには中日本社をも巻き込む大騒動となり、試合そっちのけで連日連夜、一本の道を挟んで濃人側がナイトクラブへ、主力選手側がバーへ集まり、相手を蹴落とすための作戦会議をしていたという。主力選手側の人間から裏切り者が出たことにより、最終的に濃人側が抗争に勝利、反濃人の主力選手を全員放出するトレードを行った。板東は「クリーンナップが全員放出されたんだから、このトレードのムチャクチャさが分かりますやろ」と述べ、続けて『水原茂はそのトレードについて嘆き、「中日は何ということをしたんだ。吉沢岳男をパに出してしまうなんて、セ・リーグの損失だ」と話した』と記述されている[58]。
- 前述のように1961年から1962年の間「濃人 貴実」と改名していたが[2]、姓名学者から「渉という名前は、苦労がつきまとって、勝負師にはふさわしくない」と言われたことでの改名だった[1]。
- 木樽正明は「物静かで穏やかな人でした。右手にイボがあって、いつも掻いていました。私の事を大切に起用してくれましたね。この監督の為に頑張ろうと思いました。」[59]と述べている。

## 詳細情報

### 年度別打撃成績
| 年 度     | 球 団         | 試 合 | 打 席 | 打 数 | 得 点 | 安 打 | 二 塁 打 | 三 塁 打 | 本 塁 打 | 塁 打 | 打 点 | 盗 塁 | 盗 塁 死 | 犠 打 | 犠 飛 | 四 球 | 敬 遠 | 死 球 | 三 振 | 併 殺 打 | 打 率 | 出 塁 率 | 長 打 率 | O P S |
| --------- | ------------- | ----- | ----- | ----- | ----- | ----- | -------- | -------- | -------- | ----- | ----- | ----- | -------- | ----- | ----- | ----- | ----- | ----- | ----- | -------- | ----- | -------- | -------- | ----- |
| 1936春夏  | 金鯱          | 3     | 13    | 11    | 1     | 5     | 0        | 0        | 0        | 5     | 1     | 4     | --       | 0     | --    | 2     | --    | 0     | 1     | --       | .455  | .538     | .455     | .993  |
| 1936秋    | 金鯱          | 26    | 114   | 94    | 12    | 13    | 1        | 1        | 0        | 16    | 8     | 3     | --       | 4     | --    | 16    | --    | 0     | 10    | --       | .138  | .264     | .170     | .434  |
| 1937春    | 金鯱          | 54    | 237   | 211   | 26    | 47    | 3        | 2        | 0        | 54    | 14    | 11    | --       | 8     | --    | 17    | --    | 1     | 10    | --       | .223  | .284     | .256     | .540  |
| 1939      | 金鯱          | 51    | 222   | 178   | 27    | 44    | 9        | 1        | 1        | 58    | 17    | 8     | --       | 8     | 1     | 33    | --    | 2     | 13    | --       | .247  | .371     | .326     | .697  |
| 1940      | 金鯱          | 100   | 450   | 378   | 39    | 89    | 16       | 5        | 4        | 127   | 45    | 13    | --       | 16    | 3     | 51    | --    | 2     | 41    | --       | .235  | .329     | .336     | .665  |
| 1941      | 大洋軍 西鉄軍 | 87    | 391   | 320   | 20    | 69    | 8        | 0        | 0        | 77    | 23    | 13    | --       | 7     | --    | 64    | --    | 0     | 24    | --       | .216  | .346     | .241     | .587  |
| 1942      | 大洋軍 西鉄軍 | 105   | 472   | 396   | 23    | 82    | 8        | 2        | 3        | 103   | 19    | 10    | 3        | 15    | --    | 60    | --    | 1     | 33    | --       | .207  | .313     | .260     | .573  |
| 1943      | 大洋軍 西鉄軍 | 84    | 379   | 308   | 43    | 60    | 10       | 1        | 1        | 75    | 19    | 6     | 4        | 8     | --    | 63    | --    | 0     | 27    | --       | .195  | .332     | .244     | .575  |
| 1948      | 金星          | 61    | 194   | 163   | 21    | 27    | 5        | 0        | 2        | 38    | 17    | 5     | 3        | 1     | --    | 29    | --    | 1     | 15    | --       | .166  | .295     | .233     | .528  |
| 通算：8年 | 通算：8年     | 571   | 2472  | 2059  | 212   | 436   | 60       | 12       | 11       | 553   | 163   | 73    | 10       | 67    | 4     | 335   | --    | 7     | 174   | --       | .212  | .324     | .269     | .593  |

- 各年度の太字はリーグ最高
- 大洋（大洋軍）は、1943年に西鉄（西鉄軍）に球団名を変更

### 通算監督成績
| 年度      | 年度      | チーム      | 順位      | 試合数 | 勝利 | 敗戦 | 引分 | 勝率 | チーム 本塁打          | チーム 打率            | チーム 防御率          | 年齢                   |                        |
| --------- | --------- | ----------- | --------- | ------ | ---- | ---- | ---- | ---- | ---------------------- | ---------------------- | ---------------------- | ---------------------- | ---------------------- |
| 1961年    | 昭和36年  | 中日        | 2位       | 130    | 72   | 56   | 2    | .562 | 79                     | .241                   | 2.48                   | 45歳                   |                        |
| 1962年    | 昭和37年  | 中日        | 3位       | 133    | 70   | 60   | 3    | .538 | 107                    | .249                   | 2.68                   | 46歳                   |                        |
| 1967年    | 昭和42年  | 東京 ロッテ | 5位       | 137    | 61   | 69   | 7    | .469 | 87                     | .240                   | 3.01                   | 51歳                   |                        |
| 1968年    | 昭和43年  | 東京 ロッテ | 3位       | 139    | 67   | 63   | 9    | .515 | 155                    | .262                   | 3.32                   | 52歳                   |                        |
| 1969年    | 昭和44年  | 東京 ロッテ | 3位       | 130    | 69   | 54   | 7    | .561 | 142                    | .260                   | 3.11                   | 53歳                   |                        |
| 1970年    | 昭和45年  | 東京 ロッテ | 1位       | 130    | 80   | 47   | 3    | .630 | 166                    | .263                   | 3.23                   | 54歳                   |                        |
| 1971年    | 昭和46年  | 東京 ロッテ | 2位       | 130    | 80   | 46   | 4    | .635 | 193                    | .270                   | 3.77                   | 55歳                   |                        |
| 通算：7年 | 通算：7年 | 通算：7年   | 通算：7年 | 813    | 442  | 343  | 28   | .563 | Aクラス6回、Bクラス1回 | Aクラス6回、Bクラス1回 | Aクラス6回、Bクラス1回 | Aクラス6回、Bクラス1回 | Aクラス6回、Bクラス1回 |

- ※1 1961年から1962年、1967年から1996年までは130試合制
- ※2 1965年、東京本堂安次監督の病気休養の6月17日から7月1日まで指揮（10試合5勝5敗）
- ※3 1967年、戸倉勝城監督休養の6月20日から7月30日、復帰した戸倉監督解任後の8月15日から閉幕まで指揮（67試合34勝31敗2分）
- ※4 1971年、7月23日に解任（74試合45勝27敗2分）
- ※5 通算成績は、実際に指揮した試合
- 東京（東京オリオンズ）は、1969年にロッテ（ロッテオリオンズ）に球団名を変更

### 背番号
- 8（1936年 - 1937年、1940年）
- 1（1941年 - 1943年）
- 5（1948年）
- 61（1960年）
- 1（1961年 - 1962年）
- 51（1964年 - 1971年）

## 関連情報

### 出演番組
- ○曜ナイター（デーゲームは『プロ野球中継』） - 日本テレビ系列における、現在の「DRAMATIC BASEBALL」。